# Associació de dones cineastes i de mitjans audiovisuals
L'Associació de dones cineastes i de mitjans audiovisuals (CIMA) és una associació formada per col·lectius de dones amb la missió de fomentar la presència de la resta de dones en els mitjans audiovisuals. Aquesta organització va ser creada l'any 2006 i tenen la seu central a Madrid, tot i que tenen delegacions a Catalunya, Galícia i Andalusia. En un inici, va ser fundada per: Inés París, Chus Gutiérrez, Icíar Bollaín, Isabel Coixet, Josefina Molina, Cristina Andreu, Helena Taberna, Mireia Ros, Manane Rodríguez, María Ripoll, Cayetana Mulero San José, Laura Mañá, Eva Lesmes, Patricia Ferreira, Daniela Féjerman, Ana Díez, Teresa de Pelegrí i Judith Colell.

## Objectius[1]
Aquesta associació, tal com s'esmenta en la seva pàgina web, té l'objectiu de la igualtat i visibilitat de les dones en el sector audiovisual, plantejant solucions als responsables actuals del cinema i la televisió, i alhora sol·licitar un compromís de canvi i de respecte cap a la igualtat.

### Algunes dades del sector audiovisual
Segons l'estudi “Dones i homes al cinema espanyol”, publicat l'any 2008, el 90% del cinema espanyol està fet per homes i només una de cada dues directores ha aconseguit fer més d'una pel·lícula. Les directores no passen del 13% del total i les productores, guionistes i realitzadores no superen el 20 % de la mitja. No obstant això, gairebé el 55% dels joves que en 2007 van acabar els seus estudis en les anomenades "arts de l'espectacle" eren dones.
Pel que fa a les categories professionals, els homes dominen pel que fa a funcions artístiques (85,3%), directives (84,9%) i tècniques (80,1%), deixant a les dones activitats com perruqueria, maquillatge i vestuari, amb un 75,5%. Curiosament, pel que fa a percentatge de dones en els equips, fins al 2005 superava el 15% en les coproduccions, encara que a penes va arribar al 10% en les espanyoles.

## Projectes en els quals ha participat la CIMA
| Any  | Projecte-esdeveniment | Explicació |
| ---- | --- | --- |
| 2007 | Festival "Mujeres en Dirección" | CIMA va organitzar una conferència sota el títol “Per què no hi ha més dones directores?”, i una taula rodona entorn el tema: "Per què les dones ho tenen més difícil?", a la Universitat Internacional Menéndez Pelayo (UIMP). |
| 2007 | Signatura del Manifest en favor de la inclusió de la matèria 'Cultura audiovisual' en l'ESO i en els diferents batxillerats.                         | Educadors, professionals dels mitjans audiovisuals, associacions de cineastes i historiadors, juntament amb CIMA i altres associacions, van signar un document per a incloure l'assignatura de Cultura Audiovisual a les escoles i instituts, per donar educar i una visió crítica als joves sobre el món audiovisual. |
| 2008 | I Trobada Internacional “Les dones de l'audiovisual davant el futur”                                                                                 | Es van dur a terme 6 taules rodones amb diferents temàtiques per analitzar la situació actual i les millores que han d'introduir-se en el sector cinematogràfic. Van assistir representants de Llatinoamèrica amb la finalitat d'intercanviar experiències i compartir reflexions."La gran contradicció és que l'art que fan les dones té molt interès, però això no garanteix la seva presència" - Inés Paris.Les conclusions de la Trobada es van basar en la idea que la poca presència femenina en el sector "no només deixa sense veu a una part important de la població i malgasta un potencial de talent i indústria, sinó que afecta greument als continguts del cinema i la televisió, on segueixen dominant unes imatges estereotipades, falses i sexistes del que són les dones i els homes". Icíar Bollaín, Daniela Féjerman i Fernando Lara van ser alguns dels assistents. |
| 2008 | Estudi “Dones i homes al cinema espanyol. Una recerca empírica”.                                                                                     | Estudi realitzat per l'Institut de la Dona, en el qual s'analitza la situació de les relacions de gènere al cinema espanyol. L'informe es sustenta en l'observació de quatre grups ocupacionals, els quals reflecteixen una clara diferència per gèneres: els homes són majoria en les categories professionals relacionades amb les funcions artístiques, directives i tècniques. En canvi, les dones estan més presents en professions especialitzades que tradicionalment han estat femenines (perruqueria, maquillatge i vestuari). La proporció de tots dos sexes és més aproximada quant al grup de producció. |
| 2009 | Reunió amb la ministra d'Igualtat Bibiana Aído | Durant la reunió, Bibiana Aído va escoltar les conclusions de la I Trobada Internacional "Les Dones de l'audiovisual davant el futur" i va acordar treballar sobre la imatge pública de la dona que es difon en els mitjans per promoure la presència paritària de les dones en el mitjà audiovisual i de fomentar una imatge més real, no esbiaixada, i allunyada dels estereotips sexistes. |
| 2009 | Festival Elles Creen | Sessió dedicada a les dones que fan curtmetratges. En la taula rodona, precedida per la projecció dels seus curts, van participar cinc joves creadores, entre elles Isabel de Ocampo, Goya al Millor Curtmetratge. |
| 2009 | CIMA Galícia | Inauguració. |
| 2009 | I Mostra de cinema polític dirigit per dones | Aquesta mostra es va celebrar al Cinema Estudio del Cercle de Belles arts. "Perseguíem dos objectius a l'hora de triar les pel·lícules: promoure la diversitat cultural i portar a Espanya films que d'una altra manera no s'haguessin pogut veure". -Ana Laura Díaz, directora de la mostra. Després de la projecció de cada pel·lícula, es va obrir un debat en el qual van participar persones involucrades en els films (per exemple, van acudir directores com la iraniana Yamina Bachir o Helena Taberna, responsable de 'Yoyes') per debatre sobre cinema, feminitat o política. "Perquè, malgrat el que expliquen els homes en les seves pel·lícules, les dones vivim per una mica més que per a l'amor". -Inés París. |
| 2009 | Festival Itinerant Mujeres de cine a Granada | Festival en el qual es va portar a terme un homenatge a Cecilia Bartolomé, i es va clausurar amb la projecció de les pel·lícules "Yoyes", d'Helena Taberna, "Lligat i ben lligat", de Cecilia Bartolomé, i "Miguel i William", d'Inés Paris. |
| 2009 | Festival Mujeres en dirección de Conca | Festival en el qual, anualment, s'homenatja una directora espanyola (en aquest cas, Isabel Coixet). Se li va atorgar el Premi Ciutat de Conca 2009 per condecorar la seva trajectòria com a professional, amb meravelloses històries i especial sensibilitat aconseguint crear un inconfusible univers personal". |
| 2010 | Llibre “Cinema i gènere a Espanya” | El llibre 'Cinema i gènere a Espanya' (Edicions Càtedra) reflecteix la desigualtat de sexes al cinema espanyol. No només en direcció o producció també en els rols que adopten les dones i els homes. Una obra, que la llavors consellera d'Estat, Amelia Valcárcel, va considerar "la prova empírica de que cal canviar l'actitud". L'estudi va estar realitzat per Fátima Arranz al costat de Pilar Aguilar, Javier Callejo, Pilar Pardo, Inés París i Esperanza Roquero. |
| 2010 | II Trobada Internacional de Dones de l'Audiovisual                                                                                                   | Trobada que es va celebrar a Santiago de Compostel·la durant el mes de maig, que buscava fomentar el diàleg a escala europea, permetent conèixer la realitat dels diferents països, intercanviar experiències i punts de vista i crear vincles professionals i humans entre les dones europees. Es van celebrar vuit taules rodones, amb els seus corresponents col·loquis, per proposar polítiques concretes i solucions en el terreny de la igualtat entre dones i homes de l'audiovisual. Es van tractar temes com: - Taula d'actrius: “Quins personatges volem interpretar?”, moderada per Chus Gutiérrez. Ponents: Anna Galiena, Anamaria Marinca, Assumpta Serna, Leticia Dolera, María Bouzas. - Taula de producció- exhibició- distribució: “Les dones creen indústria“, moderada per Chelo Loureiro. Ponents: Claudia Landsberger, Stefanie Görtz, Clare Binns, Rossitsa Valkanova, Teresa Enrich, Beatriz de la Gándara. - Taula de documental: “La construcció de la realitat”, moderada per Patricia Ferreira. Ponents: Laurène Mansuy, Anu Àdhuc, Pirjo Honkasalo, Oliva Acosta, Margarita Ledo. - Taula de televisió: “És aquesta la televisió que volem?”, moderada per Mireia Acosta. Ponents: Virginia Yagüe, Magda Michielsens, Anne Gilchrist, Laura Sivakova, Rosa Vilas, Pilar Ortega. - Taula de noves tecnologies i formats: “Inventant altres camins”, moderada per Eva Lesmes. Ponents: Corinne Mehner, Marie Mandy, Mariel Maciá, Sally Gutiérrez, Beatriz Lejerén. - Taula de cinema: “Dona i cineasta, missió impossible?”, moderada per Icíar Bollaín. Ponents: Isabel Coixet, Agnès Jaoui, Carrie Tarr, Carin Bräck, Bina Daigeler. - Taula de polítiques audiovisuals i igualtat: “Què demanem les dones de l'audiovisual als governs?”, moderada per Pilar Pardo. Ponents: Ignasi Guardans, Ann Kristin Glenster, Laura Seara, Alfonso Cabaleiro, EU Commision. Les conclusions de la Trobada es van exposar en el document Carta de Compostela, disponible online. |
| 2010 | Signatura de la queixa portada davant el Defensor del Poble                                                                                          | L'any 2010 es va portar una queixa davant el Defensor del Poble per part de l'associació Clàssiques i Modernes per a la igualtat de gènere en la cultura (CyM), l'Associació de Dones Cineastes i de Mitjans Audiovisuals (CIMA) i l'Associació de Dones en les Arts Visuals (MAV), al·ludint que als articles 24, 25, 26 i 27 del Capítol II de la Llei Orgànica per a la Igualtat Efectiva d'Homes i Dones, hi ha una "falta d'aplicació real i extensiva de la mateixa". Van demanar també que l'Oficina del Defensor del Poble obris una "recerca en profunditat" que reclamés dades informatives desagregades per sexe. |
| 2010 | Festival itinerant Mujeres de cine | Festival organitzat per l'Institut de la Dona amb l'objectiu de reivindicar i fer visible el treball creatiu de les dones i alhora recolzar a la indústria cinematogràfica espanyola. Es varen seleccionar un total de 14 pel·lícules recolzades per la crítica i per premis en festivals internacionals. Les projeccions es van complementar amb taules rodones que van abordar qüestions relacionades amb el món audiovisual des d'una perspectiva de gènere, com els rols i arquetips més freqüents de la dona al cinema. |
| 2011 | CIMA Andalusia | Inauguració. |
| 2011 | Festival itinerant Mujeres de Cine | Festival creat per l'Institut de la Dona. |
| 2011 | Festival Elles Creen | Festival en el qual es va projectar a diferents centres penitenciaris la pel·lícula "A la meva mare li agraden les dones" i participaren Inés Paris i Daniela Féjerman |
| 2011 | Premi Nacional de Cinematografia | Inés Paris va ser jurat. El premi va ser atorgar a Agustí Villaronga. |
| 2011 | Premis Esquenohay i Haberlashaylas | Els premis Esquenohay denuncien la "contribució a la invisibilitat de la dona al cinema i la televisió". En canvi, els premis Haberlashaylas, promouen la visibilitat de les dones al cinema espanyol. Premis Esquenohay: - Especial Dies de Cinema: balanç del cinema espanyol de la dècada (2001-2011), per Juan Carlos Rivas: no es va esmentar cap directora o pel·lícula dirigida per una dona. - Festival de Cinema Espanyol de Màlaga, per Carmelo Romero: No es va presentar ni premiar cap pel·lícula dirigida per una dona. - Acadèmia Galega do Audiovisual, per Antonio Moruelos: Cap premi d'Honra (Fernando Rei) ni Revelació (Chano Piñeiro) a una dona. Premis Haberlashaylas - Dones en Direcció. Setmana Internacional de Cinema de Conca, per Marta Belaústegui. - Festival de Cinema Europeu de Sevilla, per Javier Martín Domínguez. - Qui va ser Pilar Miró?, per Diego Galán. |
| 2011 | II Edició del Festival Dona i Cinema | El festival va comptar amb una secció oficial en la qual van concursar 40 films, seleccionats entre més de 100 treballs presentats, procedents d'11 països, tots ells dirigits per dones. La meitat van ser espanyols i l'altra meitat de diversos països (Austràlia, Canadà, Mèxic, Cuba o Colòmbia)."Es tracta de fer xarxa entre dones, treballar juntes per aprendre les unes de les altres i, finalment, donar a conèixer als altres la nostra capacitat" -Giovanna Ribes, secretària de l'Associació Dones en Art i directora del festival. |
| 2011 | Festival Amal | Chelo Loureiro, delegada de CIMA a Galícia, va ser membre del jurat del Festival de Cinema Euroárabe Amal, a l'octubre de 2011. Arxivat 2016-11-17 a Wayback Machine. |
| 2011 | Festival Europeu de Sevilla | Al Festival de Cinema Europeu de Sevilla (SEFF) es va celebrar dins de el “Fòrum Indústria” la “II Trobada de Dones en la indústria del Cinema Europeu”. Es van dur a terme dues taules rodones: - ‘El documental, instrument per preservar la memòria. Les constituents', en la qual van participar Oliva Acosta, Carmen Calvo, Ana Mª Ruiz Tagle i Julia Sevilla. - ‘Networking internacional. Les xarxes socials com a eina’, en la qual van intervenir Carla Reyes, Mariel Maciá, Ana Tschernakova, Bellugui Grass i Ragi Cisneros. Arxivat 2012-04-22 a Wayback Machine. |
| 2011 | III Mostra de Cinema Polític | Es va atorgar el Premi CIMA a l'egípcia Amal Ramsis pel seu documental “Prohibit”. El premi ho va atorgar un jurat compost per Gerardo Olivares, Inés París i Carlota Nelson, que va valorar "el risc i compromís polític d'un document excepcional sobre la situació prèvia a la revolució egípcia. La seva directora, amb pocs mitjans i un enorme risc, ha sabut retratar la lluita de tot un poble a favor de les llibertats i dels drets humans". A més, el jurat va concedir un esment especial al díptic documental "Després de...", de Cecilia Bartolomé, "ja que es tracta d'un retrat de la societat espanyola durant la transició d'enorme valor cinematogràfic i històric". Programació del Festival |
| 2011 | II Mostra de Cinema Palestí | II Trobada de realitzadores palestines i espanyoles amb Liana Badr, Maryse Gargour, Rawan el Damen, Inés Paris, Patricia Ferreira, Chus Gutiérrez, en el Dia Internacional de Solidaritat amb el Poble Palestí (29 de novembre). |
| 2011 | Festival Dunes Fuerteventura | Es va celebrar la sessió “Dones en Curt”: una selecció de curtmetratges realitzats per dones en la qual va estar present Helena Taberna en representació de la CIMA. |
| 2011 | “Dones i Cultura: polítiques d'igualtat” | Col·laboració en la creació de l'informe. |
| 2012 | CIMA TV | Nova secció de la web on s'exposa l'obra de les sòcies. Finalitat: aconseguir major visibilitat dels vídeos. |
| 2012 | Primera taula sobre la situació de les dones en el sector audiovisual andalús.                                                                       | Reunió organitzada per parlar sobre la desigualtat de gènere que existeix en els diferents àmbits de la cultura i especialment en el sector audiovisual, on existeix una bretxa de gènere d'un 85% de sobrerrepresentació masculina. |
| 2012 | Premi honorífic de la XXXII Setmana del Cinema Español de Carabanchel                                                                                | La XXXII Setmana del Cinema Español de Carabanchel va atorgar aquest premi a CIMA per la seva contribució a una presència equitativa de la dona en el sector audiovisual espanyol. |
| 2012 | Projecte Càtedra Josefina de la Torre | El projecte se centrava en l'estudi i la difusió de la obra de Josefina de la Torre, així com la seva aportació a la cultura i l'art espanyol. El projecte va estar desenvolupat per l'Associació de Dones Cineastes i de Mitjans Audiovisuals (CIMA) i Comunicadors de Canàries per la Igualtat (CoCaI). |
| 2012 | I Congrés Internacional de Comunicació i Gènere | CIMA va participar en la taula rodona on es van dur a terme propostes polítiques davant la bretxa de gènere en l'audiovisual. |
| 2012 | Festival de Màlaga de Cinema Español | CIMA va presentar el projecte EWA (European Women Audiovisual Network), nascut de la desigualtat en la indústria audiovisual europea. El seu objectiu és la promoció de les professionals europees i va ser presentar per Inés Paris (llavors Presidenta de la CIMA) i Carla Reyes Uschinsky (primera Responsable de l'EWA). EWA Network ja s'havia presentat en el Frauen Film Festival de Colònia, Alemanya, on els seus responsables van mantenir reunions amb diferents organitzacions de cineastes europees interessades en coliderar l'EWA. Al juny es van reunir també a Brussel·les. |
| 2012 | Reunió de la CIMA, MAV i Clàssiques i Modernes amb el director general d'Avaluació i Cooperació Territorial d'Educació (MECD), Alfonso González Bell | Plantejament de la preocupació per la manca de formació en el terreny audiovisual d'alumnes de Primària, l'ESO i Batxillerat. El resultat de l'absència d'alfabetització audiovisual és que els estudiants manquen d'instruments per analitzar críticament els continguts audiovisuals, majorment sexistes. |
| 2012 | Eleccions generals en la CIMA | Canvia la Junta Directiva de la CIMA per votació de les sòcies. La nova Junta Directiva, triada el 18 de juny de 2012 en l'Assemblea General, va quedar de la següent manera: presidida per Isabel de Ocampo i integrada per Virginia Yagüe com a vicepresidenta primera, Juana Macías com a vicepresidenta segona, Nieves Maroto com a tresorera, Bel Armenteros com a secretària, i Paula Ortiz Álvarez, Clara Sanchís, María José Díez, Paz Piñar, Patricia Ferreira, Icíar Bollaín i Inés París com a vocals. Així mateix, es van mantenir com a delegades territorials Oliva Acosta (a Andalusia), Chelo Loureiro (a Galícia) i Marta Figueras (a Catalunya). |
| 2012 | Trobada virtual d'associacions feministes | Organitzat per la Fundació Mujer Es Audiovisual de Colòmbia, l'esdeveniment va ser un espai d'interacció virtual per intercanviar experiències de les dones cineastes d'Espanya, Colòmbia, Mèxic i Argentina al voltant de les motivacions per crear beneficis, assoliments i incidència de l'organització en el sector. |
| 2012 | Festival Fascurt | CIMA va estar present dins del Cicle Dona, una sessió de cinema dedicada al paper de la dona al món audiovisual. |
| 2012 | Festival Alcances | Es va dur a terme el Cicle ‘Cinema i Igualtat de Gènere’, que persegueix promoure la igualtat de gènere a través dels documentals. Van col·laborar CIMA i Mujer Doc. |
| 2012 | Festival de Sant Sebastià | Presentació de MICA (Xarxa de Dones Iberoamericanes de Cinema i Mitjans Audiovisuals), projecte impulsat per CIMA, que vol enfortir la tasca de les realitzadores dones i aconseguir un món audiovisual més equitatiu i igualitari. Comptà amb el suport de l'Associació Cultural “La Mujer i el Cine” (Argentina), la Fundació “Mujer Es Audiovisual” (Colòmbia) i l'Associació Civil “Mujeres en el Cine i la TV” (Mèxic) i es proposa, entre altres accions, la conformació d'un catàleg digital de cinema Iberoamericà dirigit per dones. Al festival, MICA va estar present a la taula informativa en l'I Fòrum de Coproducció Europa-Amèrica Llatina. |
| 2012 | I Trobada entre Professionals de l'Educació i del Cinema                                                                                             | Sota el nom "Cinema i Educació: la formació del futur espectador", es van reunir professionals del setè art i la docència que van compartir experiències i propostes en una jornada de taules rodones celebrada a la seu de l'Acadèmia de Cinema."Aquí sóc testimoni d'alguna cosa que donarà fruits a llarg termini. L'educació audiovisual és un dels objectius primordials de l'ICAA i jo, que vinc del món docent, tinc una motivació personal per recolzar aquest projecte. Les properes generacions, els nadius digitals, han d'aprendre el llenguatge audiovisual per entendre-ho. Amb el cinema s'ensenya a crear i a plasmar lemes i llenguatges". - Susana de la Serra, directora general d'ICCA. |
| 2012 | Trobada de la CIMA amb l'artista Agnès Varda | Les sòcies de CIMA es van poder reunir, durant la seva visita a Andalusia, amb la realitzadora Agnès Varda, precursora de la Nouvelle vague amb la seva primera pel·lícula La Pointe-courte (1954) i qui va abanderar a la manera de Susan Sontag diverses revolucions socials del segle XX -del feminisme a la qüestió racial-. |
| 2012 | Tertúlies Salambó | Punt de trobada per a les dones de la cultura de Barcelona i voltants. La primera sessió es va celebrar el dilluns 19 de novembre de 2012 a les 19 hores i la convidada va ser la periodista Núria Ribó. |
| 2012 | Comissió mixta sobre el Model de Finançament del Cinema                                                                                              | El 5 de desembre de 2012 va tenir lloc la reunió constitutiva de la Comissió Mixta, a la qual van assistir entre altres el ministre d'Educació, Cultura i Esport, José Ignacio Wert, el president de la Federació d'Associacions de Productors Audiovisuals Espanyols (FAPAE), Pedro Pérez, i Isabel de Ocampo, presidenta de l'Associació de Dones Cineastes i de Mitjans Audiovisuals (CIMA). |
| 2013 | CIMA mentoring | Creació de CIMA mentoring: programa d'assessoria personalitzada de projectes per cinema i televisió que té com objectiu millorar-los i orientar la seva financiació. |
| 2013 | IV mostra Cine Palestí | El propòsit no es redueix a mostrar l'opressió del poble palestí sinó també a mostrar l'existència de la identitat i la cultura àrab palestina i les seves representacions a través del cinema, de la seva heterogeneïtat vista des de dins, a través de la varietat de les seves pràctiques, gèneres i històries cinematogràfiques. Des d'aquesta perspectiva, la Mostra promociona principalment l'autorepresentació palestina, des dels enfocaments conceptuals i experimentals d'innovació artística, fins al cinema de lluita realista sociopolític i activisme social. |
| 2013 | CIMA i l'AAMA | Col·laboració de CIMA amb l'Associació Andalusa de Dones dels Mitjans Audiovisuals. |
| 2013 | "Colección Espejo" | Presentació de la "Colección Espejo" de CIMA, on es una oportunitat per donar visibilitat i singularitat a directores centrant l'interès en el contingut del seu cinema i no en la seva condició de dona. |
| 2013 | Reunió de la Comissió Mixta del cine i de l'audiovisual amb CIMA                                                                                     | Reunió per incentivar projectes dirigits, escrits i produïts per dones en el món audiovisual. |
| 2014 | 17è festival de Màlaga de Cine Espanyol | Festival en el qual es va premiar a l'actriu Maribel Verdú. |
| 2014 | V mostra de Cinema Polític dirigit per dones | Festival que es va dur a terme a la Sala Berlanga i que té com a objectiu, generar un espai de difusió de pel·lícules fetes per dones de difícil accés al circuit comercial i crear un lloc de debat i discussió política que ajudi a analitzar la situació actual. |
| 2014 | Documental sobre "El tren de la llibertat" | Les dones del cinema faran una pel·lícula/documental col·lectiu sobre el 'Tren de la llibertat' i CIMA ha mostrat el seu recolzament i col·laboració en el projecte. |
| 2014 | Festival Webseries Carballo Interplay | Presentació del nou festival dirigit per Sonia Méndez (directora, actriu i sòcia de CIMA) a Carballo i Madrid , que seran els primers llocs en organitzar aquesta trobada sobre webseries. |
| 2015 | CIMA València | Inauguració |
| 2015 | II Edició CIMA mentoring | En aquesta segona edició es va crear la taula rodona: "sí, es pot" moderada per Elena Oroz. També es va dur a terme una trobada sobre "Com usar les xarxes socials en la promoció d'audiovisuals" per Paco León i Ángel Luís Tendero. |
| 2016 | III Edició CIMA mentoring | En aquesta edició es va dur a terme dues taules rodones sobre: "la presencia de les dones en el sector cinematogràfic" i sobre "produir cine a Espanya: present i futur", així com una Masterclass Internacional per Lita Stantic i una altra per Alejandro Amenábar. |
| 2017 | "Alalá" guanyadora del Festival Internacional de Cine Documental del Mediterrani                                                                     | La pel·lícula "Alalá" de Remedios Malvárez (CIMA) ha estat la guanyadora d'aquest certamen en el que han participat 385 pel·lícules de més de 40 països del mediterrani. |
| 2017 | Trobada de cineastes | La guionista Alicia Luna (CIMA) i la productora María Zamora (CIMA) han participat a la primera Trobada de Cineastes organitzada a la ECAM per la Unió de Cineastes. |
| 2017 | VIII Festival de Cinema Polític dirigit per Dones | CIMA entrega un premi en el VIII Festival de Cinema Polític Dirigit per Dones. Aquest últim està liderat per Ana Laura Díaz i se celebra entre el 3 i 8 de d'octubre a la Sala Berlanga de Madrid. |
| 2017 | IV Edició de CIMA en Curt | Edició que porta per títol "¡Mujeres en Lucha!". Es van projectar curts de Rebeca Calle, Ariadna Lagarsi, Azucena de la Fuente i Nerea Castro. |
| 2017 | Festival de Sitges | Coralie Fargeat guanyà el premi a Millor Direcció al Festival de Sitges per "Revenge". |
| 2017 | II Festival de Cinema i Drets Humans, Madrid | Victòria de Alicia Albares (CIMA) i Laura Sipán en les categories de Millor Curtmetratge de Ficció (Madres de luna) y Millor Curtmetratge Documental (Soukeina, 4.400 días de noche), respectivament. La presidenta de CIMA, Virginia Yagüe, va formar part del jurat. |
| 2017 | Fòrum Dones en les Arts Visuals | El Fòrum MAV 2017 es va celebrar entre el 17 i el 19 de novembre a Intermediae i Cineteca, del Matadero de Madrid. A més, es van desenvolupar una sèrie de taules rodones obertes al públic. |
| 2017 | 26,8% dones nominades als Goya | Les dones professionals del cinema només han obtingut 30 nominacions als Premis Goya, davant les 83 dels cineastes homes. A excepció de Millor Pel·lícula Iberoamericana en el que les professionals formen un 67,5%. |
| 2017 | Premi AMECO Prensa-Mujer | CIMA ha estat reconeguda amb el Premi Especial del Jurat dels VIII Premis AMECO Prensa-Mujer. Cristina Andreu, presidenta, va recollir el guardó el 12 de desembre. |
| 2017 | Premi Dona de Cinema 2017 | La cineasta Isabel Coixet (CIMA) ha estat guardonada amb el Premi Dona de Cinema 2017 durant la clausura del Festival Internacional de Cinema de Gijón. |
| 2017 | V Festival de Curtmetratges contra la violència de gènere                                                                                            | CIMA col·labora amb el V Festival de Curtmetratges contra la violència de gènere organitzat per la diputació de Jaén. Al jurat es troben la presidenta de la Fundació Audiovisual d'Andalusia, María José Bayo (CIMA) i la realitzadora, muntadora y autora de còmics, Irlanda Tambascio (CIMA). |
| 2017 | Projecte "Enfocadas" | Naixement del projecte "Enfocadas" per visibilitzar el paper de la dona en el món audiovisual. Projecte posat en marxa per la Asociación La Debida Evolución. |